# مهرداد نیویورک
جعفر شریعتی (۱ مهر ۱۳۲۶ – ۹ دی ۱۴۰۲) با نام هنری مهرداد نیویورک خواننده ایرانی با تابعیت ایالات متحده آمریکا بود و در اهواز متولد شد. او در ۵ دی ۱۴۰۲ در ایران در خانه خود در خیابان ۶۴ منطقه یوسف آباد ربوده شد و در ۲۵ آبان ۱۴۰۳ پس از ۱۰ ماه مفقودی، قتل او توسط پلیس تهران تأیید و بقایای جسد سوخته و مثله شده او در آبسرد دماوند پیدا شد. این جنایت که در نتیجه یک نقشه پیچیده برای تصاحب اموال و املاک میلیاردی او رخ داد، بازتاب گسترده‌ای در رسانه‌ها داشت.

## زندگی و حرفه
مهرداد نیویورک با آثاری از جمله ترانه میون این همه خوشگل کیو انتخاب کنم و دوست دختر من نازه در دهه ۱۳۸۰ شناخته شد. این ترانه‌ها به دلیل لحن شوخ‌طبعانه و ریتم جذاب، در میان علاقه‌مندان به موسیقی محبوبیت پیدا کردند.
او مالک املاک و مستغلات بسیاری در ایران بود که ارزش آن‌ها بیش از ۴ هزار میلیارد تومان برآورد می‌شد. مهرداد برای مدیریت دارایی‌های خود به ایران سفر کرد. او به دلیل تمایل به داشتن خانواده‌ای پرجمعیت و انتقال دارایی خود به فرزندانش، از روش اجاره رحم برای بچه‌دار شدن استفاده کرد. او قراردادی با سه زن ایرانی بست که هر یک حامل فرزندان او شدند. این تصمیم غیرمعمول، او را به یکی از چهره‌های خاص و پرحاشیه در جامعه تبدیل کرد.

## قتل

### جزئیات حادثه
بر پایه اعترافات متهمان، سردفتر اسناد رسمی به همراه سرایدار ویلای مهرداد در یوسف‌آباد تهران نقشه‌ای برای قتل او طراحی کردند. آن‌ها با اجیر کردن دو قاتل که یکی از آن‌ها مدیر تبلیغات مهرداد بود این جنایت را اجرا کردند. متهمان او را با تزریق داروی بیهوشی از ویلای شمال کشور ربودند و سپس به تهران منتقل کردند. او برای مدت ۱۰ روز گروگان گرفته شد و تحت شکنجه مجبور شد اسناد املاک خود را به نام سردفتر منتقل کند. پس از انتقال دارایی‌ها عاملان از ترس فاش شدن ماجرا او را به قتل رساندند. سپس جسدش را مثله کرده و در بیابان‌های اطراف دماوند به آتش کشیدند.

### ناپدید شدن
پسر مهرداد نیویورک در آبان ۱۴۰۲ از آمریکا با خویشاوندان خود در ایران تماس گرفت و از بی‌خبری از پدرش ابراز نگرانی کرد.

### کشف جرم
تحقیقات پس از ناپدید شدن مهرداد آغاز شد. شکایت سه زن که با او قرارداد رحم اجاره‌ای بسته بودند و خبری از پرداخت‌های مالی یا سرنوشت او نداشتند، در کنار شکایت خواهرزاده‌اش به وکالت یکی از دوستان صمیمی و از افراد ثروتمند و قاضی پیشین قوه قضاییه عبدالواحد شریفی نهاوندی به دلیل مفقود شدن وی سرنخ‌های اولیه را به پلیس ارائه کردند. همچنین کشف انتقال مشکوک املاک مهرداد به نام سردفتری در غرب تهران، روند تحقیقات را سرعت بخشید.
پلیس با استفاده از دوربین‌های مداربسته و ردیابی تماس‌ها و تراکنش‌های مالی بین سردفتر و سرایدار موفق شد همه مظنونان را شناسایی و دستگیر کند. قاتلان اجیرشده اعتراف کردند که بقایای جسد را آتش زده‌اند و حتی پلاک‌های ارتوپدی دارای شماره سریال که در زمان تصادف مهرداد در آمریکا در بدنش کار گذاشته شده بود را برای جلوگیری از شناسایی، در زباله انداختند.

## روند تحقیقات

### انگیزه قتل
بررسی‌ها نشان داد که انگیزه اصلی این قتل، برای تصاحب دارایی‌های او بوده است. املاک مهرداد نیویورک که ارزشی بالغ بر ۴ هزار میلیارد تومان داشت، هدف اصلی عاملان جنایت بود. مظنونان با اعمال فشار و شکنجه، اسناد انتقال این املاک را از او دریافت کرده و سپس او را به قتل رساندند.

### کشف بقایای جسد
پس از اعترافات عاملان جنایت، بقایای سوخته جسد مهرداد در ویلایی در دماوند پیدا شد.

## متهمان
در این پرونده، چهار متهم دستگیر شدند:
- سردفتر اسناد رسمی که در انتقال غیرقانونی املاک نقش داشت.
- سرایدار ویلای مهرداد نیویورک که در برنامه‌ریزی جنایت دخیل بود.
- دو قاتل اجیر شده که به‌طور مستقیم در قتل و سوزاندن جسد نقش داشتند.

متهمان پس از دستگیری به جرم خود اعتراف کردند. بقایای جسد مهرداد نیویورک برای بررسی و شناسایی به پزشکی قانونی ارسال شد.

## پیامدهای اجتماعی و قضایی
این پرونده نشان‌دهنده ضعف‌های نظارتی در ثبت املاک و معاملات قانونی در ایران بود و بحث‌های زیادی دربارهٔ جرایم سازمان‌یافته و نقش طمع در فجایع انسانی برانگیخت. دستگیری متهمان و اعترافات آنها به روشن شدن ابعاد ماجرا کمک کرد. اما این جنایت تأثیری عمیق بر افکار عمومی گذاشت.

## آرزو و وصیت برای نوع مرگ
مهرداد نیویورک در یکی از برنامه‌های خود دربارهٔ آرزوی خود برای زمان مرگ اظهار داشت که امیدوار است بعد از ۱۵۰ سالگی از دنیا برود و در همان جایی که متولد شده دفن شود تا هر کسی که خواهان انرژی مثبت است، به آرامگاهش بیاید و بگوید: «مهرداد نیویورک، به من انرژی بده.» او همچنین به تجربه‌های ناخوشایند مرتبط با مرگ‌های دشوار اشاره کرد و افزود: «بد است که آدم به بیمارستان برود و بستگانش برای ملاقات به سراغش بیایند. امیدوارم هیچ‌کسی چنین تجربه‌ای را نداشته باشد.»